# Vakarų laivų gamykla
Vakarų laivų gamykla (englisch Western Shipyard) ist ein litauisches Unternehmen in Klaipėda. 2011 erzielte es einen Umsatz von 427,937 Mio. Litas (124 Millionen Euro). Die Unternehmensgruppe bilden 23 Unternehmen. Die Tätigkeitsbereiche sind Schiffsreparatur und- umbau, Schiffbau, Herstellung von Metallkonstruktionen, Ladungsoperationen, Schiff-Agent-Leistungen, Metallverarbeitung, Engineering Design, Internationaler Güterverkehr und Logistik, Laboruntersuchungen, Haushaltsdienstleistungen, Finanz- und Rechnungswesen u. a.

## Geschichte
1969 wurde das Unternehmen Vakarų laivų remonto įmonė (VLRĮ) gegründet. 1998 wurde es privatisiert und an die norwegische Unternehmensgruppe Western Invest unter dem Namen Vakarų laivų remontas veräußert. 2000 gab es 1600 Mitarbeiter. Die Investoren konnten jedoch ihre finanziellen Verpflichtungen nicht erfüllen. 2001 wechselte das Unternehmen in den Besitz des estnischen Konzerns BLRT Grupp und wurde 2003 wurde zur Vakarų laivų gamykla umfirmiert.